# Julen Murga
Julen Murga Olabegoya (Sestao, Vizcaya, 1997) es un músico y acordeonista vasco.
Fue el ganador del Certamen Nacional de Acordeón de España en 2021. Es miembro de los grupos de música Folketan, Hamaika Noiz y Paraninfo Trío.

## Biografía
Nació en Sestao (Vizcaya) en 1997. Con cuatro años comenzó sus estudios de música en el Conservatorio de Música de Sestao, en el que estudió solfeo, coro y acordeón. Fue alumno de la acordeonista Natalia Goñi. En el año 2010 continuó sus estudios musicales en el Conservatorio Profesional de Música de Baracaldo, con el profesor Javier Urrutikoetxea. En ese tiempo también obtuvo el grado en química en la Universidad del País Vasco.
En el año 2021 accedió al Conservatorio Superior de Música de Aragón (CSMA) donde realizó el grado superior de interpretación musical, siendo alumno del acordeonista y concertista Ander Tellería Lázaro.
Ha colaborado con distintos grupos folklóricos vascos (Grupo de Danzas Salleko, Oskorri…) y ha sido miembro del desaparecido grupo de música Hamaika Noiz.
En el año 2016, recibió el segundo premio de concurso Jóneves Músicos de Euskadi. En el año 2021 ganó el primer premio en el Certamen Nacional de Acordeón de España, organizado por la Asociación de Acordeonistas de España (ASACES) y la Confederación Mundial de Acordeón (CMA). En el año 2022 fue el ganador del Certamen Internacional de Acordeón Ciudad de Mondragón.
Es miembro del grupo de música de acordeonistas Paraninfo Trío, formado por Julen Murga, Oliver Del Val y Alejandro Arbués. Los tres integrantes se conocieron en el Conservatorio Superior de Música de Aragón (CSMA), con Ander Tellería como profesor.